# Story City
Story City ist eine Kleinstadt (mit dem Status „City“) im Story County im US-amerikanischen Bundesstaat Iowa. Im Jahr 2010 hatte Story City 3431 Einwohner, deren Zahl sich bis 2013 auf 3434 leicht erhöhte. Das U.S. Census Bureau hat bei der Volkszählung 2020 eine Einwohnerzahl von 3.352 ermittelt.
Die Stadt ist Teil der Ames Metropolitan Statistical Area.

## Geografie
Story City liegt im Zentrum Iowas am South Skunk River, der über den Skunk River zum Stromgebiet des Mississippi gehört. Dieser bildet rund 250 km östlich die Grenze zu Illinois, während der Missouri River etwa 250 km westlich die Grenze zu Nebraska bildet. Die Grenze Iowas zu Minnesota verläuft rund 160 km nördlich; Missouris Nordgrenze befindet sich rund 190 km südlich.
Die geografischen Koordinaten von Story City sind 42°11′14″ nördlicher Breite und 93°35′45″ westlicher Länge. Die Stadt erstreckt sich über eine Fläche von 7,25 km² und verteilt sich über die Lafayette und die Howard Township.
Nachbarorte von Story City sind Randall (6,6 km nördlich), Ellsworth (16,4 km in der gleichen Richtung), Radcliffe (27,4 km nordöstlich), Roland (9,7 km ostsüdöstlich), McCallsburg (18,9 km in der gleichen Richtung), Ames (19,1 km südlich), Gilbert (13,4 km südsüdwestlich) und Jewell (16,7 km nordnordwestlich).
Die nächstgelegenen größeren Städte sind die Twin Cities (Minneapolis und St. Paul) in Minnesota (324 km nördlich), Rochester in Minnesota (271 km nordnordöstlich), Waterloo (137 km ostnordöstlich), Cedar Rapids (183 km ostsüdöstlich), Iowas Hauptstadt Des Moines (71,8 km südlich), Kansas City in Missouri (382 km südsüdwestlich), Nebraskas größte Stadt Omaha (293 km westsüdwestlich), Sioux City (267 km westnordwestlich) und South Dakotas größte Stadt Sioux Falls (404 km nordwestlich).

## Verkehr
Der in Nord-Süd-Richtung verlaufende Interstate Highway 35, der die kürzeste Verbindung von Minneapolis nach Des Moines bildet, führt durch den Osten des Stadtgebiets von Story City. Der U.S. Highway 69 verläuft parallel zum I 35 am westlichen Stadtrand vorbei. Alle weiteren Straßen sind untergeordnete Landstraßen, teils unbefestigte Fahrwege sowie innerörtliche Verbindungsstraßen.
Durch das Stadtgebiet von Story City verläuft eine Eisenbahnlinie für den Frachtverkehr der Union Pacific Railroad (UP).
Mit dem Ames Municipal Airport befindet sich 26 km südlich ein kleiner Flugplatz für die Allgemeine Luftfahrt und den Lufttaxiverkehr. Der nächste Verkehrsflughafen ist der 81 km südlich gelegene Des Moines International Airport.

## Bevölkerung
Nach der Volkszählung im Jahr 2010 lebten in Story City 3431 Menschen in 1472 Haushalten. Die Bevölkerungsdichte betrug 473,2 Einwohner pro Quadratkilometer. In den 1472 Haushalten lebten statistisch je 2,23 Personen.
Ethnisch betrachtet setzte sich die Bevölkerung zusammen aus 97,2 Prozent Weißen, 0,3 Prozent Afroamerikanern, 0,1 Prozent amerikanischen Ureinwohnern, 0,4 Prozent Asiaten sowie 1,3 Prozent aus anderen ethnischen Gruppen; 0,7 Prozent stammten von zwei oder mehr Ethnien ab. Unabhängig von der ethnischen Zugehörigkeit waren 3,1 Prozent der Bevölkerung spanischer oder lateinamerikanischer Abstammung.
22,7 Prozent der Bevölkerung waren unter 18 Jahre alt, 54,3 Prozent waren zwischen 18 und 64 und 23,0 Prozent waren 65 Jahre oder älter. 53,5 Prozent der Bevölkerung waren weiblich.
Das mittlere jährliche Einkommen eines Haushalts lag bei 54.141 USD. Das Pro-Kopf-Einkommen betrug 29.426 USD. 6,9 Prozent der Einwohner lebten unterhalb der Armutsgrenze.

## Bekannte Bewohner
- Chris Taylor (1950–1979) – Ringer – lebte und starb in Story City